# Basilique Saint-François d'Assise
Pour les articles homonymes, voir église Saint-François-d'Assise et basilique Saint-François.
La basilique Saint-François (en italien : basilica di San Francesco) à Assise en Ombrie (Italie) est un édifice religieux qui depuis 1230 préserve et garde les restes mortels du saint séraphique, à savoir François d'Assise. 
Voulue par le pape Grégoire IX comme specialis ecclesia, elle reçoit du même pontife le titre de Caput et Mater de l'Ordre franciscain, sur le modèle de la titulature de Saint-Jean-de-Latran, « mère de toutes les églises », et, en même temps, est confiée à perpétuité aux mêmes frères. Dès 1230, l'ensemble du terrain est retiré à la juridiction de l'évêque d'Assise et fait partie des propriétés du Saint-Siège.
Dans l'histoire complexe qui a marqué l'Ordre, la basilique (et le Sacro Convento attenant) a toujours été gardée par lesdits « frères communautaires », le groupe qui a ensuite formé l'Ordre des frères mineurs conventuels.
L'Archiconfrérie des Cordigères (également appelée en italien « della corda » ou « del cordone ») de Saint François, est érigée par le pape Sixte V à l'église sépulcrale de la Basilique par la bulle Ex supernae dispositionis du 19 novembre 1585, à l'instigation des franciscains, dans le but de répandre la spiritualité franciscaine parmi les laïcs.
En 1754, Benoît XIV l'élève à la dignité de basilique patriarcale (depuis 2006 « basilique papale ») et de chapelle papale. En 2000, avec d'autres sites franciscains de l'arrondissement, la basilique est inscrite sur la liste du patrimoine mondial de l'UNESCO.
Deux espaces destinés aux assemblées se superposent : l'un est dit « église inférieure », bâti dans la roche sur un flanc du mont Subiaso entre 1228 et 1230, et l'autre dit « église supérieure », construit au-dessus entre 1230 et 1253, tous deux dans le style gothique. Le campanile est de style roman.
La dédicace est célébrée chaque année, le 24 mai.

## Historique

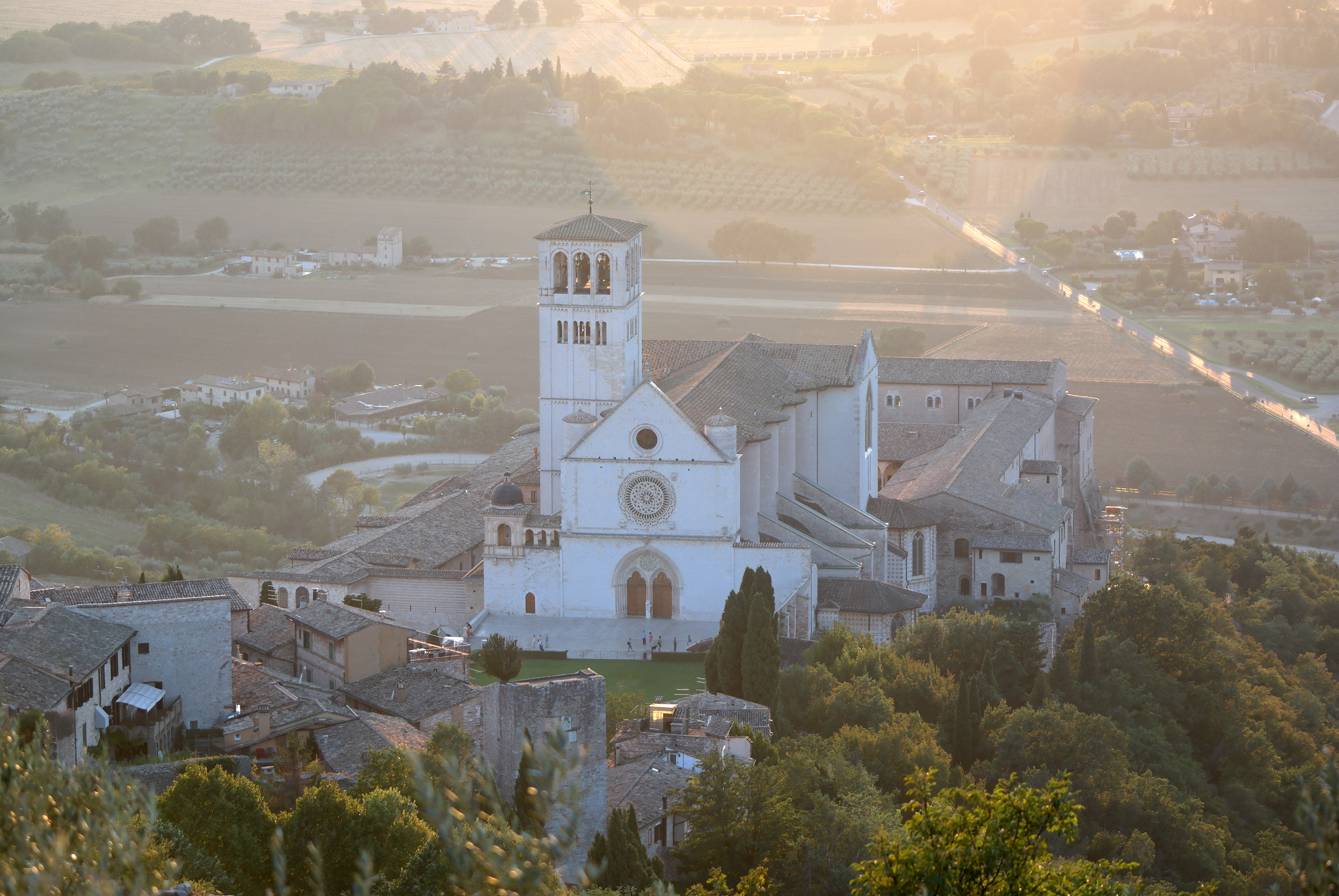
Vue générale depuis la Rocca Maggiore.

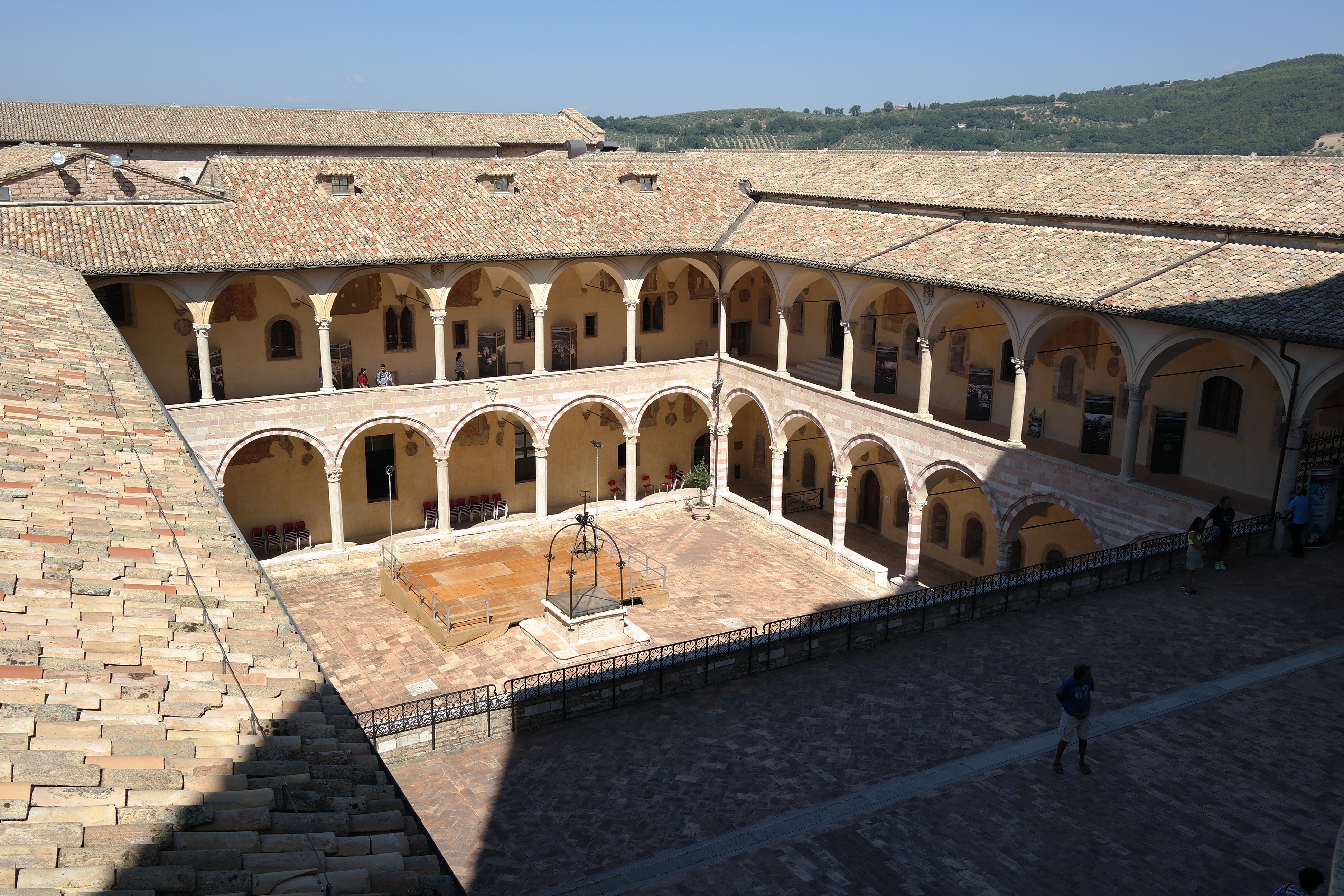
Cloître de Sixte-IV derrière l'abside de la basilique.

### Origines

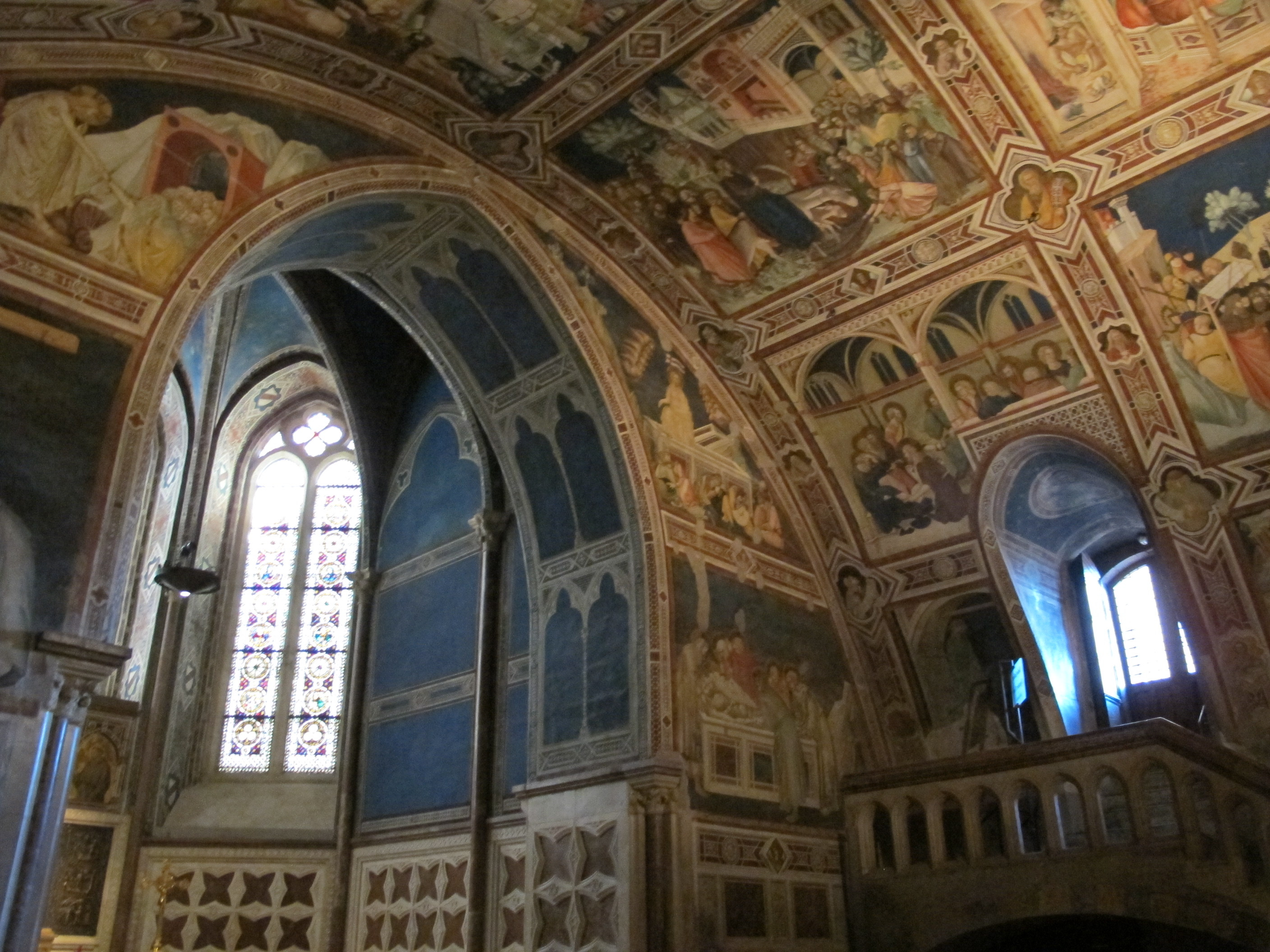
Transept gauche de l'église inférieure.

Dès 1227, Grégoire IX et le représentant des frères mineurs conventuels, le frère Élie de Cortone, ont l'idée de construire une basilique en l'honneur de François où ses reliques seraient présentées à la vénération des fidèles. Le pape charge le frère Élie de la réaliser lorsque celui-ci est évincé de la direction de l'ordre lors du chapitre général de Pentecôte 1227.
La bulle Recolentes qualiter de Grégoire IX du 29 avril 1228 témoigne que la construction est projetée peu de temps avant le procès de canonisation et l'acquisition du terrain par Élie pour le compte du pape le 30 mars 1228.
Le 15 juillet 1228, deux ans seulement après sa mort, Grégoire IX est à Assise et procède à la canonisation de François en l'église Saint-Georges, où repose son corps ; le lendemain, 16 juillet, le pontife et le représentant des frères mineurs conventuels, le frère Élie de Cortone, ministre général de l'Ordre franciscain de 1232 à 1239, posent la première pierre de l'imposante basilique, comme convenu l'année précédente. Il est vite devenu évident que la nouvelle basilique serait une specialis ecclesia, c'est-à-dire à la fois le sanctuaire abritant les restes du saint et l'église mère du nouvel Ordre .
Selon la tradition, c'est François lui-même qui a indiqué l'endroit où il souhaitait être enterré, sur la colline inférieure de la ville où étaient généralement enterrés les séditieux et les condamnés par la justice (peut-être appelée Collis inferni pour cette raison). Cette colline, donnée par Simone di Pucciarello, est rebaptisée Collis paradisi et la nouvelle basilique est construite dessus, à la limite nord-ouest de la ville fortifiée. Les terrains proviennent d'un don de deux citoyens d'Assise au Saint-Siège et au soutien de la commune. Si les dispositions testamentaires de François (1226) recommandent la construction d'églises selon la règle primaire de la pauvreté, disposition également confirmée dans le statut rédigé sous Bonaventure da Bagnoregio (1260), la basilique présente une rupture évidente avec la rigueur typiquement franciscaine. Les structures ecclésiales sont considérées comme un moyen de transmission du message franciscain, surtout à travers les décors figuratifs qui doivent créer de véritables Biblia pauperum, des « Bibles pour les pauvres » illettrés et incapables de lire, mais qui peuvent s'instruire à travers les images.
L'église, qui est l'une des pierres angulaires de la diffusion du gothique en Italie, a plusieurs objectifs. C'est tout d'abord le lieu de sépulture du fondateur de l'ordre, qui, déjà deux ans après sa mort, est considéré comme l'une des figures les plus importantes de l'histoire du christianisme : pour cette raison, sa taille est pensée pour permettre un pèlerinage et une dévotion populaire. Un second objectif est plus étroitement lié à la papauté qui voit désormais chez les franciscains, après la méfiance initiale, des alliés permettant de renforcer les liens avec les classes les plus humbles et les plus populaires. Pour cette raison, les besoins liés au flux des pèlerins (largeur, ensemble de représentations didactiques) sont combinés avec le schéma d'une chapelle palatine (la basilique est en fait une chapelle papale), en bénéficiant des Influences gothiques les plus modernes, comme à la Sainte-Chapelle à Paris qui a aussi été conçue avec deux églises superposées.
Le chantier est énorme et les dépenses considérables. Elles sont couvertes au début par la papauté qui seule a la capacité d'y faire face. En 1228, elle accorde des indulgences à tous ceux qui apportent une contribution financière à sa réalisation. Des bienfaiteurs ont dû répondre à l'appel, comme Jacqueline de Septisoles, que François appelait « frère Jacqueline », et qui est la seule laïque à avoir obtenu le privilège d'y être enterrée. En 1232, afin de participer aux frais, la commune d'Assise institue une taxe en grain payable par tous les habitants sous peine de bannissement. La même année, Élie, devenu ministre général des Frères mineurs, décide que l'ordre doit contribuer et organise des quêtes et des collectes à cet effet dans toutes les provinces franciscaines. En 1237, celles-ci sont lourdement taxées afin de fabriquer les cloches du campanile.
La construction de la basilique commence en 1228 sous Grégoire IX par l'église inférieure, sorte d'immense crypte destinée à abriter les reliques du saint. Les noms des architectes ne sont pas connus ; les hypothèses émises sont : le frère Élie lui-même, Lapo ou Jacopo Tedesco (ce dernier est mentionné par Giorgio Vasari ), fra Giovanni della Penna ou fra Filippo da Campello.

### Translation des reliques de saint François
La basilique inférieure doit déjà être achevée en 1230, lorsque le corps de saint François y est solennellement transféré. Lors de la cérémonie, le char transportant le sarcophage contenant les restes du saint est assailli par la foule dans les rues étroites de la ville. La milice communale doit intervenir, certains, semble-t-il, s'étant emparés de reliques. Pour éviter une émeute, le podestat et Élie doivent interdire à la foule, mais aussi aux frères mineurs et au ministre général de pénétrer dans la basilique dont les portes sont fermées et l'accès gardé par des hommes armés, créant de fait une grande frustration chez les laïcs qui attendaient les miracles qui se produisent habituellement à l'occasion des translations de reliques. Celles-ci auraient alors été déposées dans un petit caveau creusé dans la roche, fermé par une porte.
Grégoire IX réagit violemment dans la bulle Speravinus Hacrenus du 16 juin 1230, dans laquelle il rend les Frères mineurs et la commune responsables du désordre, évoquant sa générosité et ses dons sans lesquels la basilique n'aurait pas pu être construite, menaçant d'excommunier les autorités municipales et de retirer à la basilique son privilège d'exemption. Il frappe le couvent des Frères d'interdit.
Selon la tradition, le corps est caché pour éviter qu'il ne soit volé : dans les années 1480, le pape franciscain Sixte IV fait effectuer des travaux pour rendre la tombe inviolable, l'emplacement de celle-ci étant tenu secret, ce qui suscita un certain nombre de spéculations..
Ce n'est qu'en 1818 qu'il est retrouvé, dans un sarcophage de pierre protégé par une grille de fer, et enterré dans un sarcophage sous l'autel principal. Les restes provenaient de l'église Saint-Georges (plus tard incorporée dans le complexe de la basilique Sainte-Claire).

### Finalisation du chantier

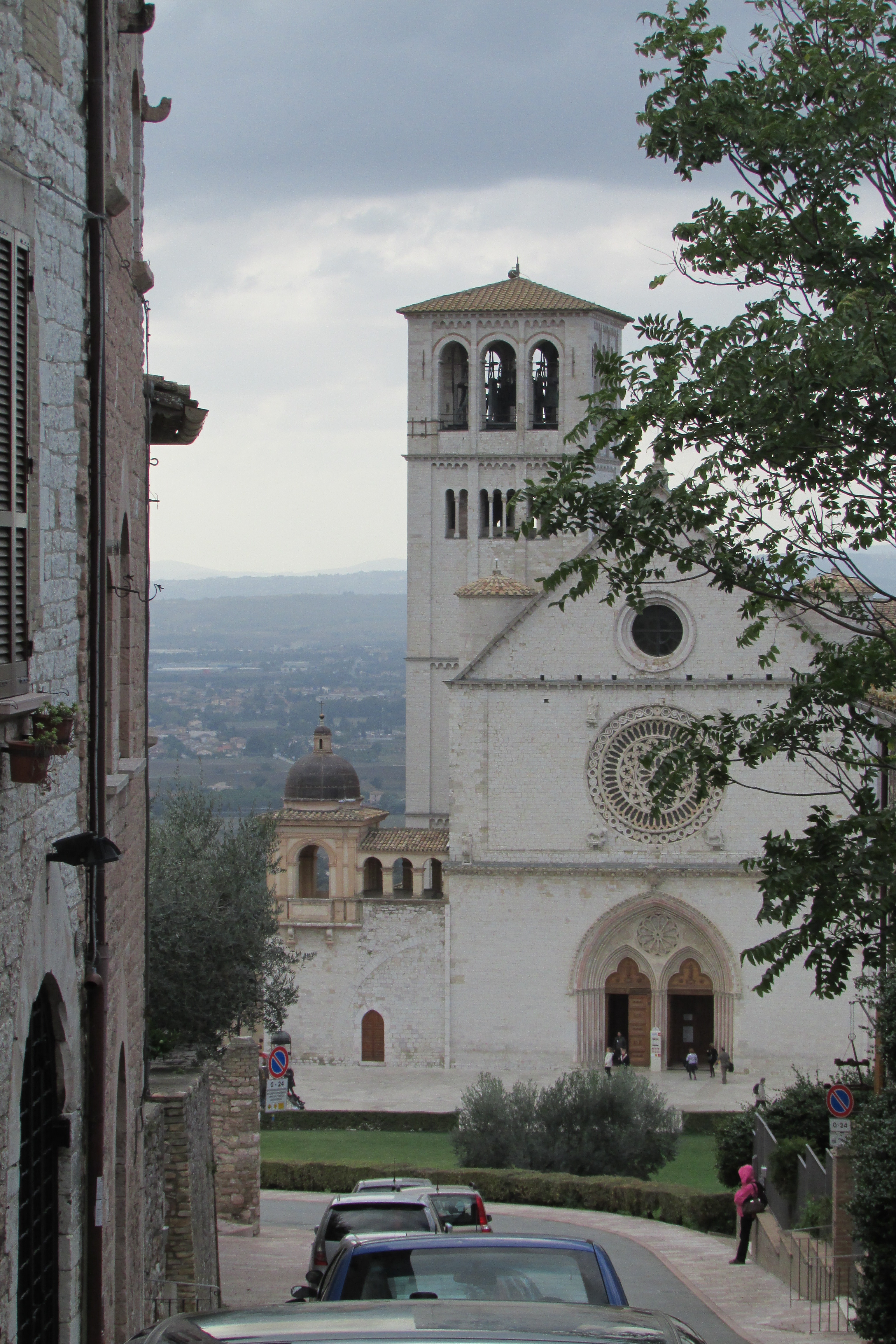
Église supérieure.

Au départ la basilique (inférieure) devait correspondre aux deuxième, troisième et quatrième travées actuelles. Avec son plan rectangulaire, sa simplicité est alors proche du modèle franciscain. La structure, assez simple, est rapidement modifiée avec des lignes plus majestueuses, en partie inspirées de l'architecture romane lombarde, et des suggestions gothiques rappelant les bâtiments construits par l'ordre cistercien.
Lorsque Frère Élie devient général de l'Ordre (1232), il est décidé de construire deux églises superposées, de proportions beaucoup plus grandes, qui exalteraient la gloire du saint fondateur et de l'Ordre lui-même. Une nouvelle travée à l'est, le transept et l'abside sont ajoutés à la disposition originale, tandis que des piliers extérieurs et des contreforts sont construits pour supporter le poids de la basilique supérieure. Pour la même raison, la charpente d'origine est reconstruite avec des voûtes à croisées d'ogives.
La double fonction du bâtiment s'organise ainsi : au niveau inférieur, l'église tombale et la crypte, destinées à l'usage des frères et des laïcs désireux d'approcher la tombe du saint ; au-dessus, la salle monastique, l'espace pour les sermons, destiné aux offices solennels et qui servait de chapelle pontificale quand le pape réside à Assise. L'ensemble est complété par un campanile en 1239.
Le tournant gothique de l'architecture, très moderne pour l'époque en Italie centrale où les formes romanes se sont maintenues jusqu'à la fin du XIIIe siècle, est probablement lié à la montée en puissance de l'Anglais Haymo of Faversham qui, en sa qualité de général de l'Ordre (1241), appelle des maçons transalpins très qualifiés sur le chantier, qui avaient sans doute travaillé sur les chantiers des cathédrales de Reims ou Angers. Il en résulte une sorte de « cage gothique » dans laquelle l'ossature nervurée de la basilique supérieure contraste avec l'aspect roman des façades extérieures, créant la discontinuité, mais aussi l'originalité marquée de l'édifice. De ce fait, la basilique d'Assise anticipe les grandes églises qui seront construites par les Frères mineurs en Europe après 1250.
L'édifice est orienté vers l'ouest, comme Saint-Pierre de Rome ou le Saint-Sépulcre à Jérusalem, et son porche s'ouvre sur la ville.
La rareté des sources écrites pour la période ultérieure ne permet pas de décrire l'avancement des travaux, au moins jusqu'à la consécration de 1253, date à laquelle l'ensemble n'est pas nécessairement achevé. La construction de la chapelle Sainte-Catherine en 1367 marque la fin du chantier, la basilique ne subissant pas de modifications substantielles au cours des siècles suivants.
La basilique est consacrée le 25 mai 1253 par le pape Innocent IV. À partir de son pontificat, la basilique est placée sous l'autorité directe du pape.

### DuXIIIeauXIXesiècle
Au XIIIe siècle, saint Bonaventure de Bagnoregio y prêche, y donnant jusqu'à 16 sermons ; au siècle suivant, saint Bernardin de Sienne y prêche aussi. Benoît XIV l'élève au rang de basilique patriarcale et de chapelle papale en 1754. En 1798, la basilique est envahie par les Français et pillée.
Le trésor de la basilique a été pillé à plusieurs reprises : en 1320 par Muzio di Francesco, chef des exilés gibelins qui ont repris la ville, en 1492 par les Baglioni, en 1497 par Jacopo Fiumi et à la fin du XVIIIe siècle par les Français.
Au XVIIe siècle, saint Joseph de Cupertino vit dans le couvent, admiré et suivi par Marie de Savoie. En 1702, Angela Maria del Giglio et Giuseppe Antonio Marcheselli y fondent la Congrégation des Sœurs Franciscaines Missionnaires d'Assise.

### Époque moderne
En 1810, l'ordre est supprimé, mais en 1814 les franciscains y reviennent. L'ordre franciscain est de nouveau supprimé immédiatement après l'unification de l'Italie et le couvent devient un internat national. L'Église n'en reprend possession qu'en 1927. En 1939, avec la proclamation de François saint patron de l'Italie, la basilique devient un sanctuaire national.
Entre 1965 et 1983, la basilique connaît une importante série de travaux de restauration visant à consolider les structures et à sauvegarder les fresques, parfois détachées. Les sinopies sont également récupérées et installées dans le musée du Trésor.

### Séisme de 1997
Le tremblement de terre du 26 septembre 1997 endommage la ville et particulièrement la basilique Saint-François, dont la voûte de la basilique supérieure s'effondre à deux endroits, tuant quatre personnes (une inscription mémorielle figure dans le sol à l'entrée de la basilique) et causant d'importants dommages au tympan sud du transept : 130 mètres carrés de fresques médiévales sont réduits en fragments. Le tremblement de terre  provoque l'effondrement d'une partie des fresques de la voûte de la première travée dont : le Saint Jérôme (attribué par certains au jeune Giotto) de la fresque représentant les Quatre docteurs de l'Église ; le Saint Matthieu, sur la voûte représentant les Quatre évangélistes de Cimabue ;  la voûte étoilée, repeinte au XIXe siècle. Sur l'arc de l'envers de la façade et sur la nervure, également effondrée, huit figures de saints et autres décorations sont définitivement détruites. Deux années de travaux sont nécessaires avant de rendre la basilique au public et aux fidèles. Des travaux de renforcement et d'injection de résine la consolident.

### Patrimoine mondial de l'UNESCO
En 2000, avec d'autres sites franciscains de l'arrondissement, la basilique est inscrite sur la liste du patrimoine mondial de l'UNESCO.

### Pèlerinage
En cachant les reliques du saint dans un endroit difficile d'accès, les Frères empêchèrent de fait le développement d'un pèlerinage autour de la tombe. Le pèlerinage à la basilique Saint-François conserve jusqu'au XIXe siècle un caractère local et, au mieux, régional. Il est rapidement concurrencé par le succès de celui de la Portioncule. De plus, les femmes n'étaient pas autorisées à aller au-delà de la grille du chœur. De facto, le caractère miraculeux de la sainteté franciscaine revint, non pas au fondateur charismatique de l'ordre, mais à saint Antoine-de-Padoue qui meurt cinq ans après lui.

## Décoration

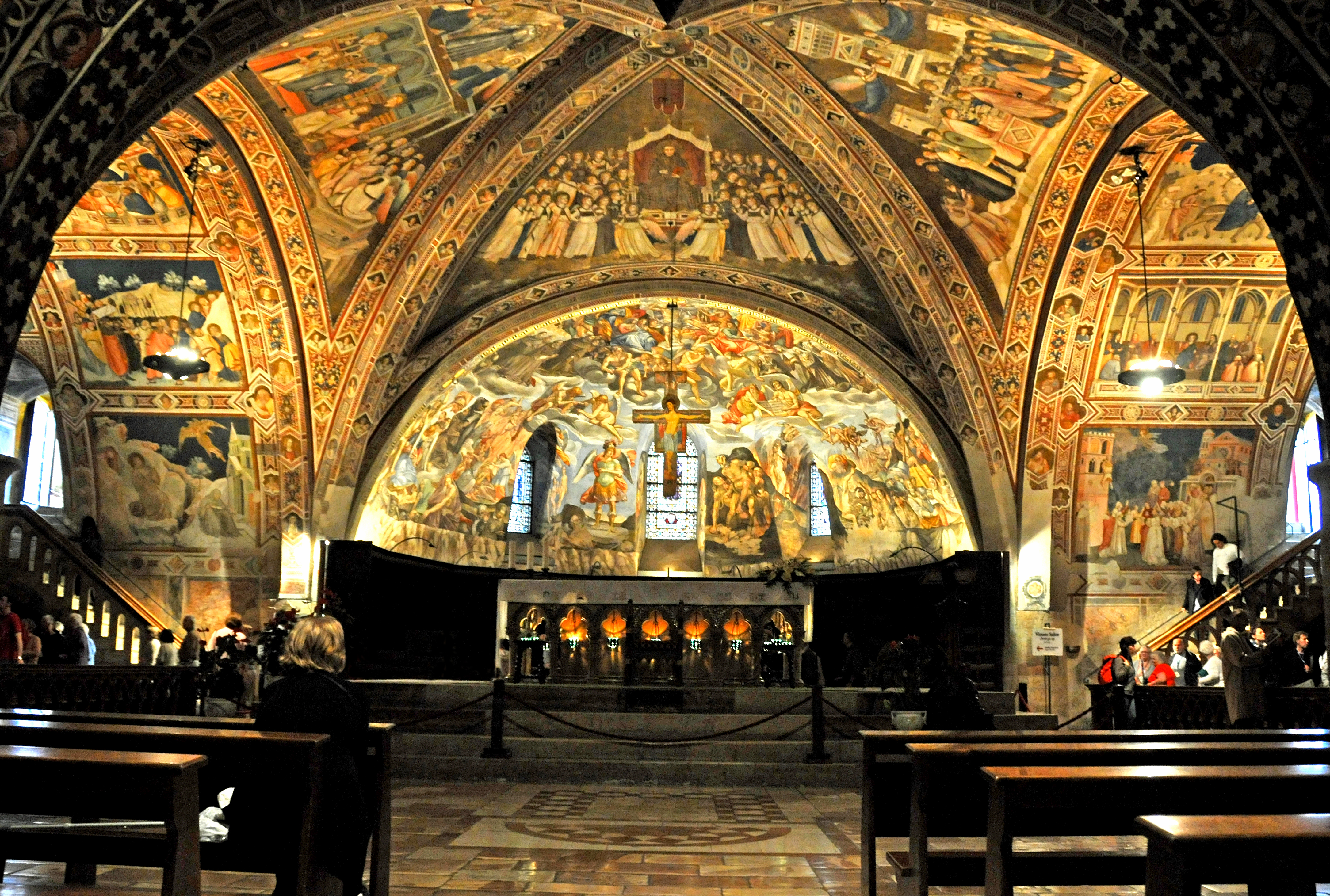
Fresques du transept de l'église inférieure.

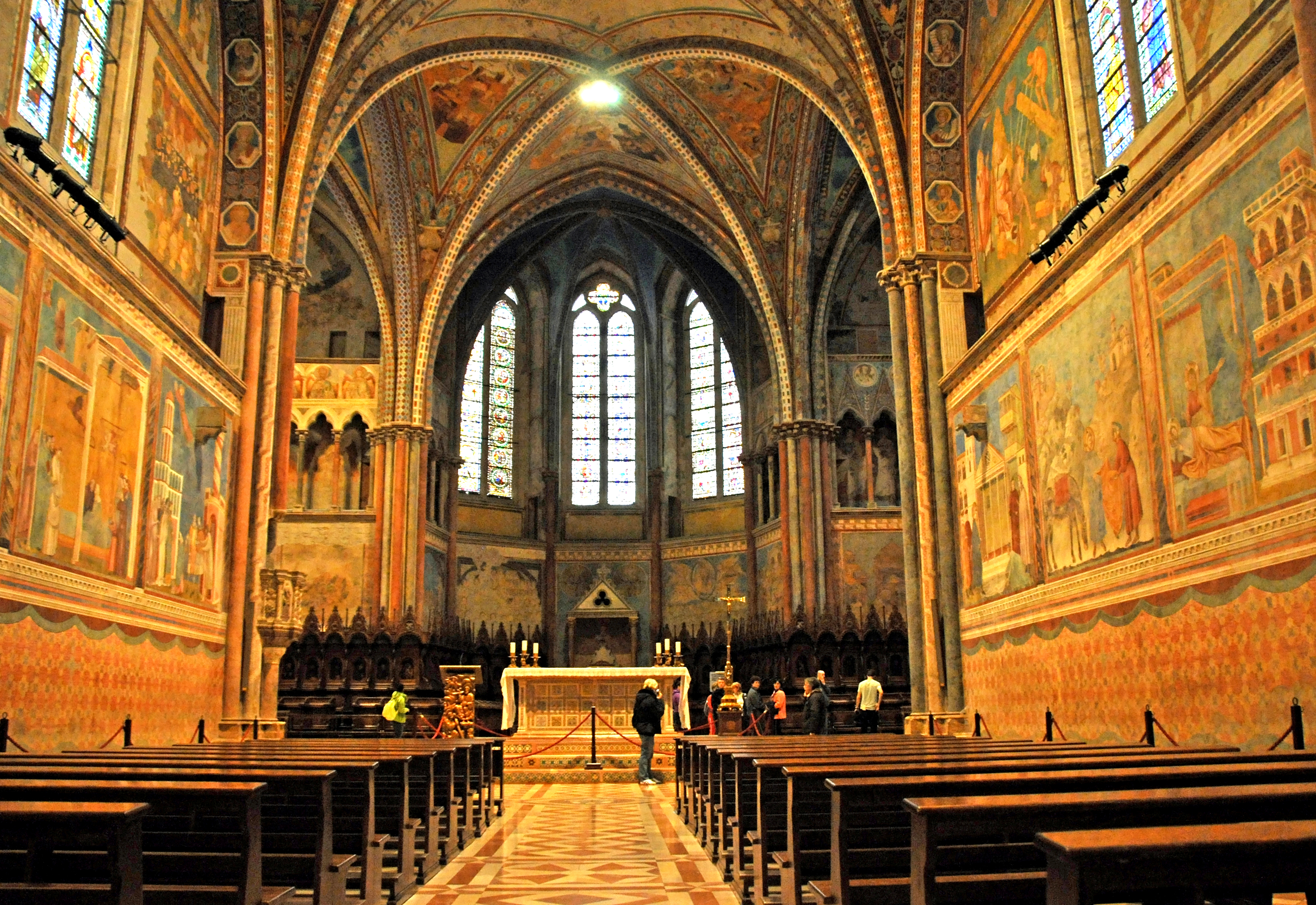
Fresques de l'église supérieure.

La décoration à la fresque dut commencer dans la basilique inférieure par les scènes du transept (les chapelles latérales n'existaient pas encore) du maître de San Francesco (vers 1253). Elle est probablement suivie par Cimabue qui peint la Maestà dans le transept droit de la basilique inférieure (et peut-être d'autres fresques perdues, vers 1278), et dont la réussite incite les commanditaires à lui confier la décoration du chœur et du transept de l'église supérieure. Dans cette importante commande, aujourd'hui en mauvais état notamment en raison d'erreurs techniques, d'autres maîtres se sont peu à peu distingués, comme le Maestro Oltremontano et le Maestro della Cattura.
Au début des années 1290, les voiles et les registres supérieurs de la nef commencent à être peints par des artistes romains (Jacopo Torriti) et toscans. Parmi les artistes impliqués dans ces Histoires de l'Ancien et du Nouveau Testament, un maître innovant se démarque rapidement, le dit Maestro d'Isacco, traditionnellement confondu avec le jeune Giotto ou avec un maître romain, peut-être Pietro Cavallini. Le même artiste se voit alors confier le cycle le plus important, celui des fresques de la vie de saint François. La référence à Giotto est traditionnellement évoquée également pour celles-ci : Giotto est vraisemblablement l'auteur du cycle, mais la présence d'autres chefs d'atelier est tout aussi probable, comme le « second chef d'atelier » que Federico Zeri et d'autres historiens ont reconnu comme Pietro Cavallini, une hypothèse encore controversée.
À la fin du siècle, la décoration de la basilique supérieure doit être achevée et le chef principal du chantier a certainement dû le quitter, déléguant la réalisation des dernières scènes à un maître moins doué, le Maestro della Santa Cecilia.
La décoration reprend dans la basilique inférieure vers 1307 et cette fois la présence de Giotto est certaine, bien qu'il soit assisté par de nombreux collaborateurs ce qui rend l'attribution des scènes difficile. L'atelier de Giotto a exécuté dans l'ordre :  la chapelle de la Madeleine, le transept droit, la voûte au-dessus de l'autel avec les Allégories franciscaines, terminant vers 1311 ou, selon une autre hypothèse, en 1334.
La voûte avec les Allégories franciscaines, au somptueux fond doré, marque désormais le point culminant de la révision du paupérisme souhaité par le fondateur de l'Ordre, au nom d'un décor de plus en plus somptueux, selon un processus croissant initié sous le généralat de Giovanni da Murro. Dans les années 1320, les peintres siennois arrivent à Assise, comme Simone Martini et Pietro Lorenzetti, auteurs de cycles magnifiques, respectivement dans la chapelle Saint-Martin et dans le transept gauche de la basilique inférieure. Dans les années 1330, la décoration de la basilique peut être considérée comme terminée.
Un repeint de l'abside de la basilique inférieure a lieu au XVIIe siècle pour restaurer le Jugement de Stefano Fiorentino, par Sermei (1623) ainsi que certaines parties de la travée d'entrée et des chapelles connexes de la basilique inférieure par divers artistes locaux.

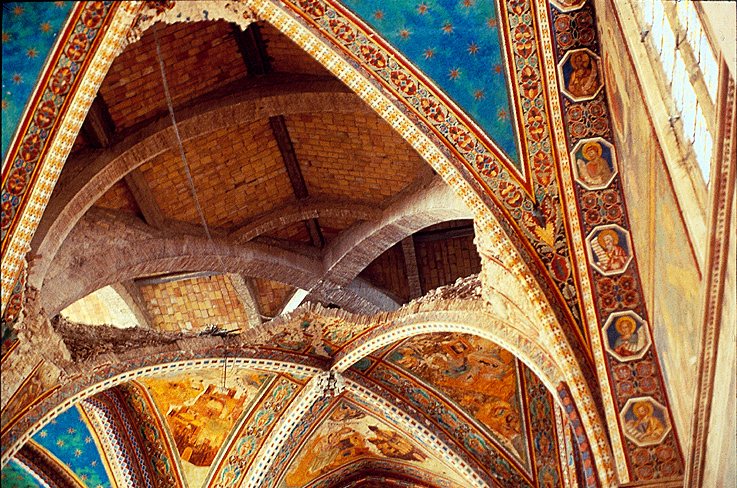
Les dégâts du tremblement de terre de 1997.

Outre les fresques de Giotto et de Cimabue, restaurées après le tremblement de terre de 1997, sont visibles dans les deux églises et les chapelles de la Madeleine et Saint-Martin : les fresques de Pietro Lorenzetti, de Palmerino di Guido, de Puccio Capanna, et le crucifix peint de Giunta Pisano, les voûtes de Jacopo Torriti, la mosaïque et les vitraux de Giovanni di Bonino, ceux d'artisans français, et encore d'autres œuvres des peintres dits anonymes.
Les fresques de Simone Martini peintes de 1312 à 1318 dans la chapelle Saint-Martin, constituent un cycle des Histoires de saint Martin dans lequel figurent un certain nombre de saints : saint Antoine de Padoue, saint François d'Assise, sainte Marie-Madeleine, sainte Claire d'Assise, saint Martin de Tours et sainte Élisabeth de Hongrie.

## Description

### Église inférieure

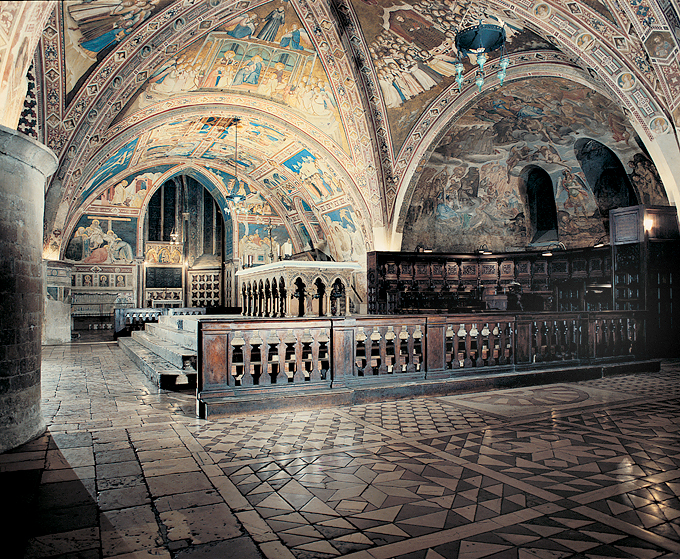
Transept de l'église inférieure avec l'autel érigé au-dessus du tombeau de saint François.

L'église inférieure est commencée sous la supervision du frère Élie de Cortone en juillet 1228. L'ouvrage est certainement achevé en 1230 lorsque le corps du saint y est transféré et placé dans un sarcophage sous le maître-autel, où il est toujours conservé dans une petite crypte. En outre, aux quatre coins de la crypte, sont placés les corps des frères bienheureux Angelo, Leone, Masseo et Rufino, ainsi que le long de l'escalier qui mène de la basilique à la crypte, le corps de la bienheureuse Jacqueline de Septisoles, une noble romaine que saint François estimait beaucoup.
Ce bâtiment, correspondant aux deuxième, troisième et quatrième travées de l'église d'aujourd'hui, était probablement à l'origine une salle rectangulaire, dans une simplicité proche du modèle franciscain.
Les artistes les plus illustres de l'époque, de Cimabue à Giotto en passant par Simone Martini, ont collaboré à sa décoration.
S'y trouve également une pièce qui abrite les reliques de saint François, constituées d'une petite, mais importante, collection d'objets ayant appartenu au saint.
La fonction d'église sépulcrale de l'église inférieure est soulignée par la présence de la crypte d'apparence presque romane : elle n'a pas d'élévation, les croix sont larges, les nervures ont une section quadrangulaire, les piliers sont bas et larges pour supporter le poids important de l'église supérieure. Mais le fait qu'elle ait été construite dans la période gothique est mis en évidence par le fort détachement des nervures des voiles, qui fait ressortir l'ossature plus profondément que dans l'architecture romane.

### Église supérieure

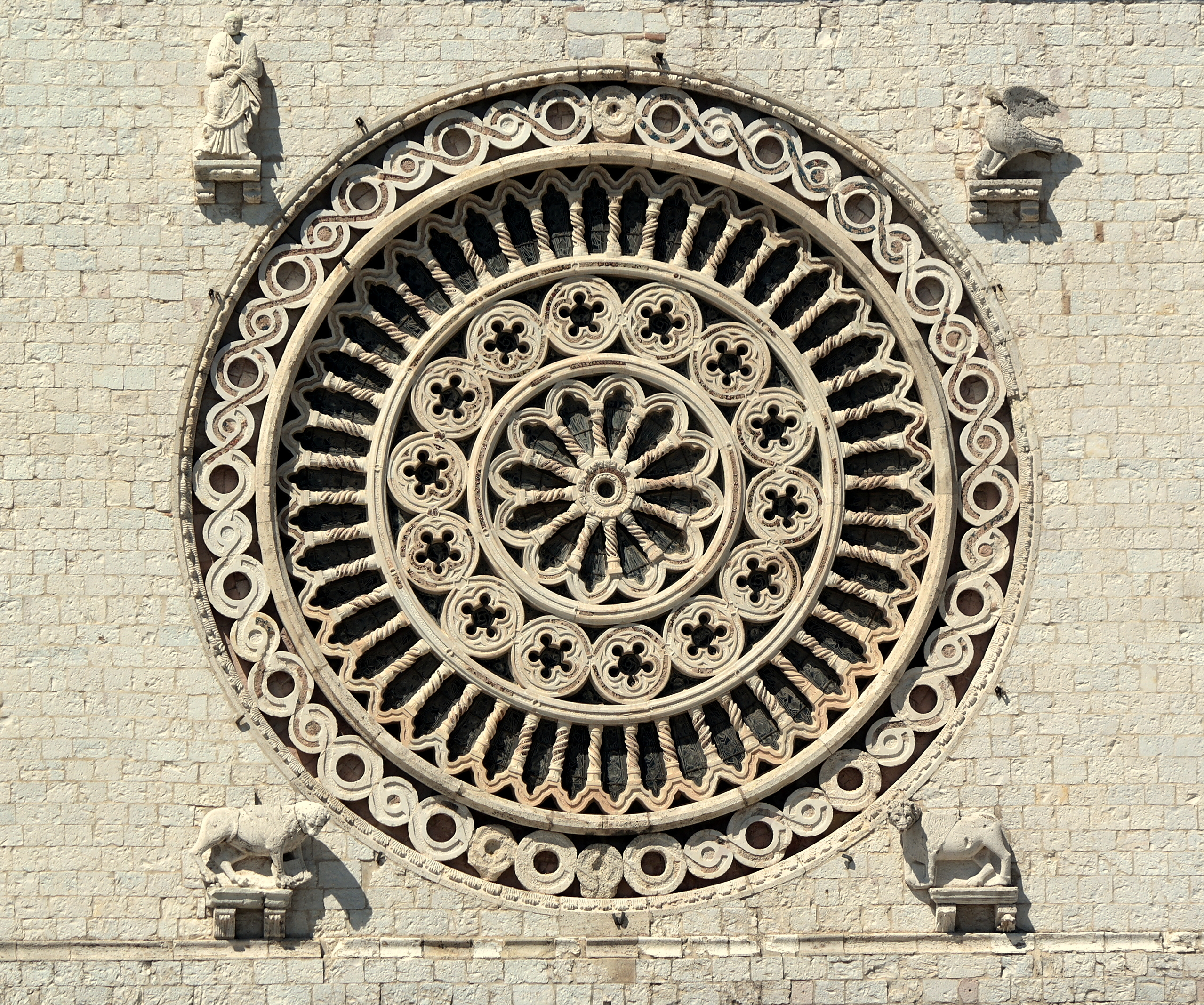
Rosace de la façade de l'église supérieure.

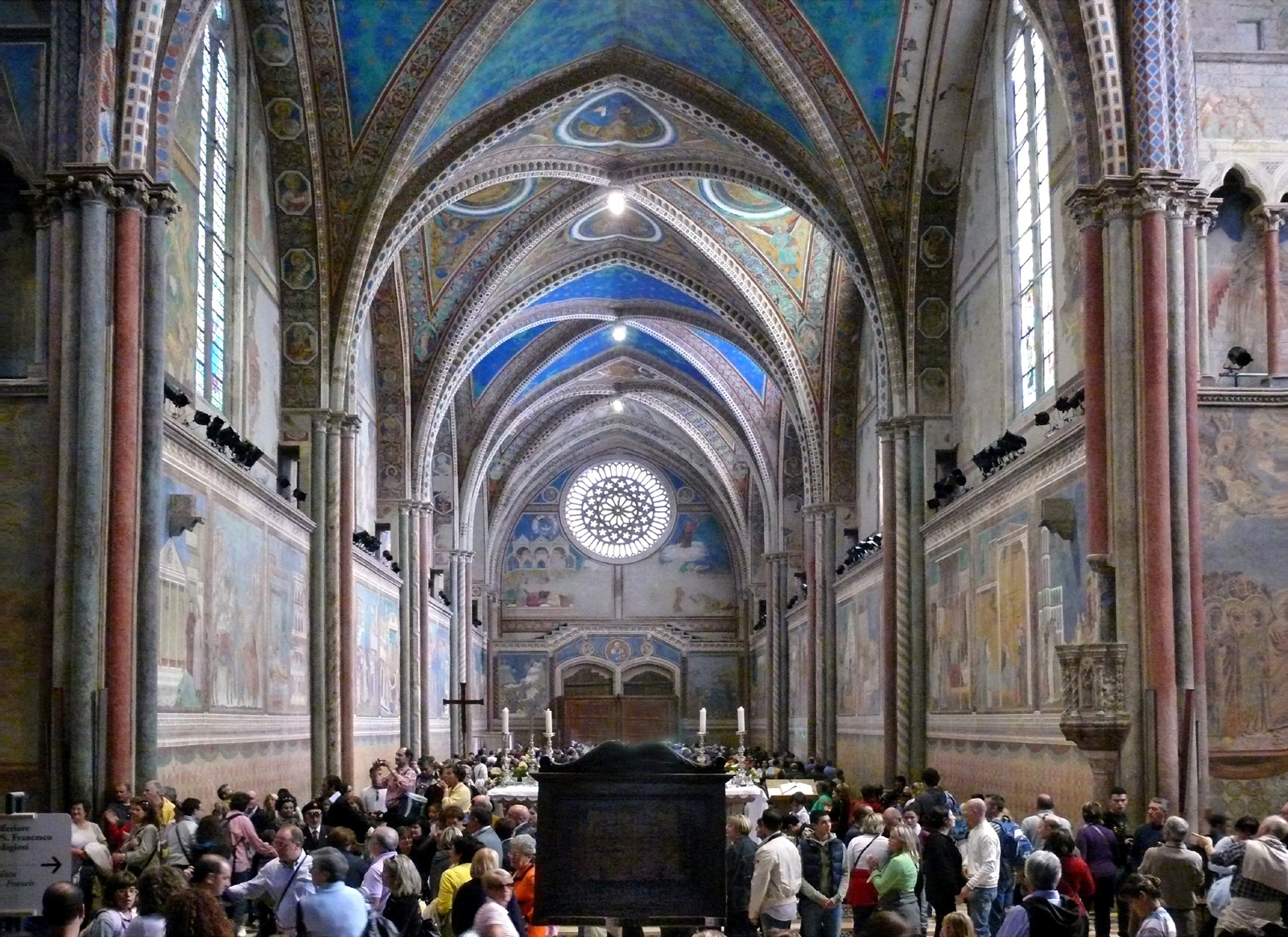
Nef de l'église supérieure.

L'église supérieure a une simple façade : la partie supérieure est ornée d'une rosace centrale, avec les symboles des évangélistes en relief sur les côtés ; la partie inférieure est enrichie par un majestueux portail évasé. Sur le côté gauche de la façade, était placée au XVIIe siècle la loggia des bénédictions d'où, autrefois, le Saint Voile de la Vierge était exposé. Du même côté, peu de temps après la construction de l'église supérieure, le campanile, autrefois orné d'une flèche, a été construit.
L'architecture intérieure, en revanche, présente les caractéristiques les plus typiques du gothique italien : les arcs en ogive qui traversent la nef, reposent sur des piliers fasciculés, à partir desquels partent les nervures des voûtes croisées et les arcs latéraux des fenêtres. Le registre inférieur est principalement lisse, et a été destiné dès l'origine à la création d'une bible pour les pauvres, constituée par la décoration d'une fresque didactique. Comparée à des exemples nettement aplatis (comme la basilique Saint-Ambroise à Milan) ou à d'autres verticales (gothique transalpin), la basilique franciscaine présente un équilibre en élévation, avec l'impulsion des piliers et des voûtes interrompue par l'horizontalité de la galerie qui passe sous les fenêtres, ce qui donne un rythme sophistiqué de lignes perpendiculaires.
L'église supérieure montre une certaine similitude avec certains bâtiments français, comme la cathédrale d'Angers, qui présente des ressemblances à la fois en élévation et en plan.
L'église supérieure contient la collection la plus complète de vitraux médiévaux d'Italie. Ceux de l'abside (antérieurs à 1253) sont attribués à des artistes du nord-est de l'Allemagne, tandis que ceux du transept et de la nef sont en partie l'œuvre de français et en partie celle d'un artiste de l'atelier du maître de San Francesco, datables de la seconde moitié du XIIIe siècle.
L'exécution des fresques aurait débuté également vers 1288. Le décor des deux églises correspond à un cycle de programmes (en partie détruits pour certains), dont chacun a été conçu en vue de constituer un décor global visant à exalter la figure de saint François. L'extraordinaire résultat final est dû à la contribution essentielle d'artistes du plus haut niveau tels que Cimabue et Giotto, dont les expériences ont fait de la basilique d'Assise, l'un des lieux les plus importants de l'évolution de l'art italien et européen des XIIIe et XIVe siècles.
La basilique supérieure est utilisée pour des fonctions liturgiques à caractère officiel, comme en témoigne la présence du trône papal dans l'abside.
Elle fut un modèle et une inspiration pour les églises franciscaines, même si elle fut parfois librement réinterprétée, par exemple en utilisant une charpente au lieu de voûtes. Parmi les dérivations les plus directes figurent la basilique Sainte-Claire, également à Assise, la basilique San Francesco d'Arezzo et l'église San Francesco de Cortone, la basilique San Lorenzo Maggiore à Naples. En dehors de l'Italie, il existe aussi des similitudes, par exemple dans la cathédrale d'Angers en France, où des contacts ont probablement eut lieu par l'intermédiaire d'Haymo de Faversham, général des franciscains de 1240 à 1244.

### Tombeaux
Dans la basilique se trouvent les tombes de :
- Jean de Brienne, roi de Jérusalem et empereur latin de Constantinople (quatrième croisade), devenu frère mineur et mort en 1327 ;
- Blasco Fernandez, duc de Spolète, et son fils Garcia, assassinés en 1367 ;
- Quatre des premiers compagnons de saint François : les bienheureux Leone, Rufino, Masseo et Angelo et la bienheureuse Jacqueline de Septisoles, une noble romaine, appelée par François Jacopa.

### Orgue
L'orgue à tuyaux Mascioni opus 1053 , construit en 1982, est installé dans la basilique. Avec une transmission mécanique, il dispose de 44 arrêts répartis entre les trois claviers et le pédalier. Les tuyaux, sans présentoir, sont tous placés dans l'espace entre la paroi de l'abside et le fond des stalles du chœur, ce qui les cache complètement à la vue ; la console, par contre, se trouve généralement dans le transept droit.

### Sacro Convento

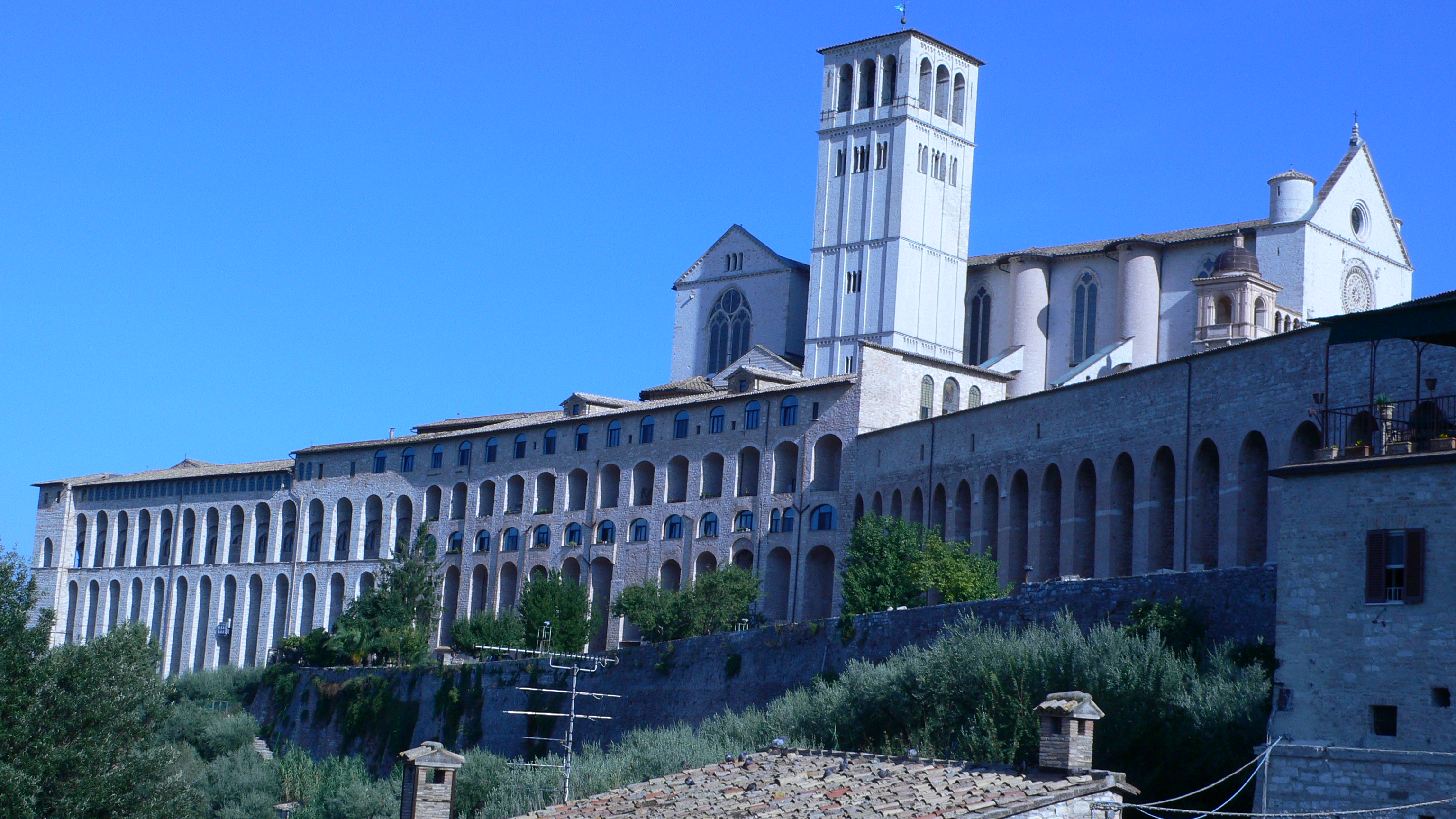
Panorama avec vue sur l'extérieur du Sacro Convento.

Devant l'atrium qui précède l'entrée de l'église inférieure se trouve l'ancien Sacro Convento, construit pour le Tiers Ordre franciscain par des ouvriers lombards vers le milieu du XVe siècle. L'accès principal se fait depuis la place inférieure de Saint-François. Une source du XVe siècle attribue le terme « sacro » au fait que le couvent a été consacré, avec la basilique, par le pape Innocent IV en 1253.
L'abside, visible depuis le grand cloître ou depuis la terrasse qui le surplombe, a une forme semi-circulaire dans le bas qui devient polygonale dans le haut. Flanqué de deux piliers cylindriques, ses fenêtres sont de style gothique.

### Campanile

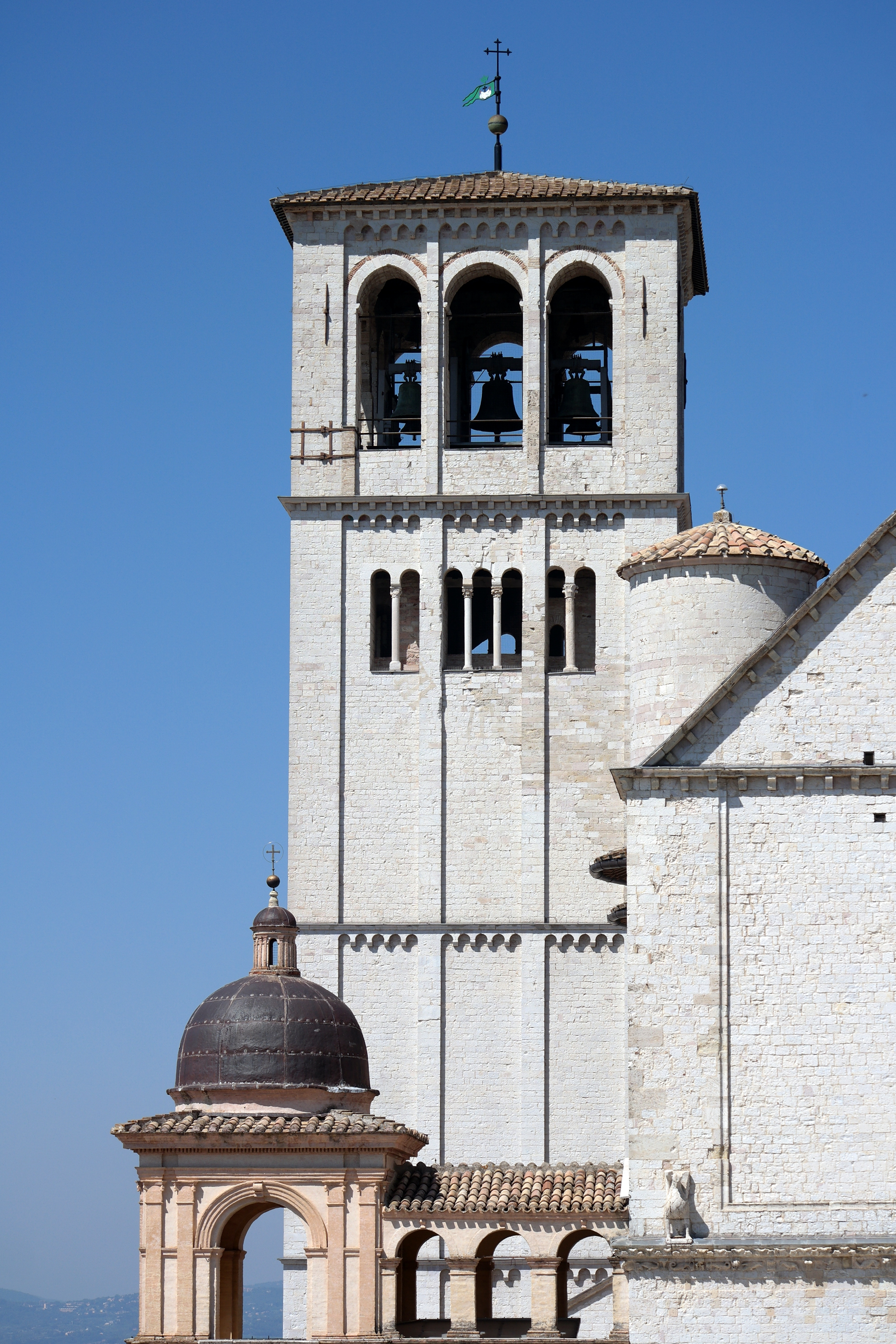
Campanile.

Achevé en 1239, le campanile se dresse à proximité du côté sud, avec un jeu de corniches marcapiano et de bandes lombardes qui brisent sa course ascendante. Couvert verticalement de lésènes, il présente une ouverture à triple arcade. Le toit avec la flèche originale a été démoli en 1530. Il dispose de sept cloches électrifiées, dont les cinq plus grandes ont été coulées par les frères Baldini à Rimini en 1837. Une seule d'entre elles, la troisième cloche précisément, a été coulée l'année précédente, en 1836.
La première cloche (affectueusement appelée Francesca) est située au centre de la tour. Elle joue Si2, a un diamètre de 164,8 cm et une épaisseur d'environ 13 cm. Elle pèse 28 quintaux et est l'une des plus grandes cloches d'Assise, après la cloche de la basilique Sainte-Marie-des-Anges (dont le poids est de 51 quintaux) et la « cloche de Laudi » de la Torre del Popolo (dont le poids est estimé entre 40 et 45 quintaux).
La deuxième cloche (donnant sur la place supérieure) est située à droite de la première. Elle joue Ré3, a un diamètre de 131,5 cm et une épaisseur de 10,5 cm. Elle pèse 14,2 quintaux.
La troisième cloche (la seule coulée en 1836 et qui fait aussi face à la place supérieure) est située à gauche de la première cloche. Il joue Mi3, a un diamètre de 122,7 cm et une épaisseur de 10 cm. Elle pèse 11,8 quintaux.
La quatrième cloche (surplombant la vallée) est située derrière la deuxième cloche et sonne Fa#3, a un diamètre de 108 cm et une épaisseur de 8,5 cm. Elle pèse 8 quintaux.
La cinquième cloche (surplombant la vallée) est située derrière la troisième cloche et joue Sol#3, a un diamètre de 87,5 cm et une épaisseur de 6 cm. Elle pèse 4,2 quintaux.
Deux plus petites cloches sont placées au sommet des plus grandes cloches.

## Configuration canonique
Grégoire IX, qui fut le fondateur de la basilique et du Sacro Convento avec la bulle Is qui Ecclesiam du 22 avril 1230, ordonna la soumission directe au pontife romain, reconnaissant le titre de Caput et Mater de l'Ordre franciscain dont le servitium lui était confié à perpétuité.
Avec la constitution apostolique Fidelis Dominus du 25 mars 1754 confirmant la basilique comme Caput et Mater Ordinis Fratrum Minorum, le pape Benoît XIV l'élève au rang de basilique patriarcale et de chapelle papale.
Le 8 août 1968, avec le motu proprio Inclita toto, le pape Paul VI assigne à la basilique un cardinal légat résidant à Rome avec la faculté d'exercer, au nom du Pontife, l'ordinariam et immediatam iurisdictionem sur la basilique, et lui accordant en même temps la possibilité de déléguer cette compétence au custode du Sacro Convento en qualité de vicaire.
Ce statut est profondément modifié par le pape Benoît XVI qui, afin « de parvenir à une compréhension plus efficace entre les activités qui se déroulent à la fois dans la basilique Saint-François (et le Sacro Convento annexé), dans la Basilique Sainte-Marie-des-Anges (et le couvent rattaché), dans la pastorale du diocèse d'Assise-Nocera-Umbra-Gualdo-Tadino, ainsi que dans la pastorale promue aux niveaux régional et national par les Conférences épiscopales respectives », avec le motu proprio Totius orbis du 9 novembre 2005, attribue à l'évêque d'Assise-Nocera Umbra-Gualdo Tadino « la juridiction prévue par la loi sur les églises et maisons religieuses pour toutes les activités pastorales » exercées dans les deux basiliques (et couvents associés). Il établit ensuite pour les deux basiliques un cardinal comme son légat « qui, sans jouir de la juridiction, aura la tâche de perpétuer avec son autorité morale les liens étroits de communion entre les lieux sacrés à la mémoire du Poverello et le Siège Apostolique. » .
En 2006, avec la renonciation par le pape Benoît XVI au titre officiel de patriarche de l'Occident, elle est officiellement renommée basilique papale.

## Vues

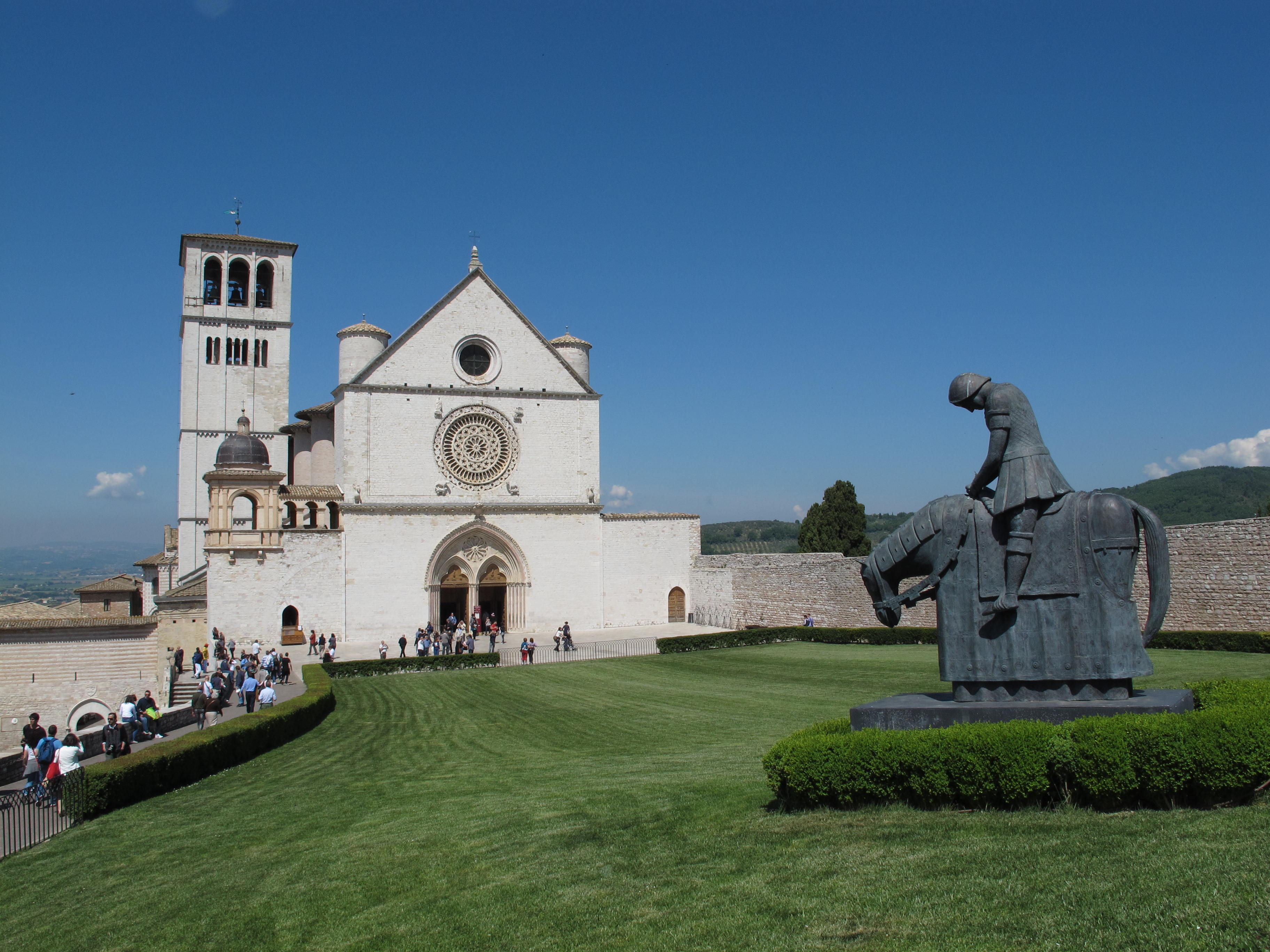
Entrée de la basilique Saint François d'Assise.
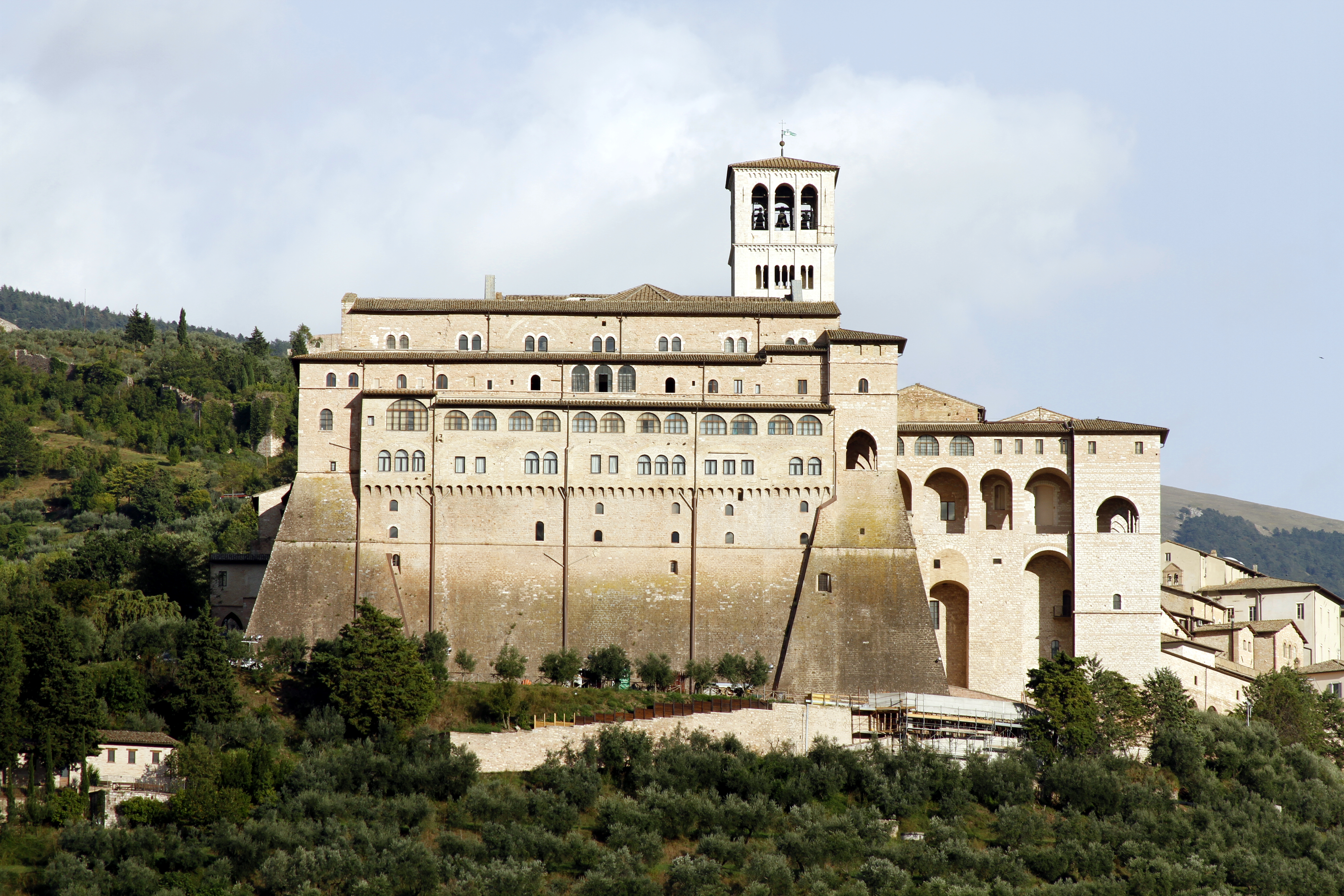
La basilique et le couvent.
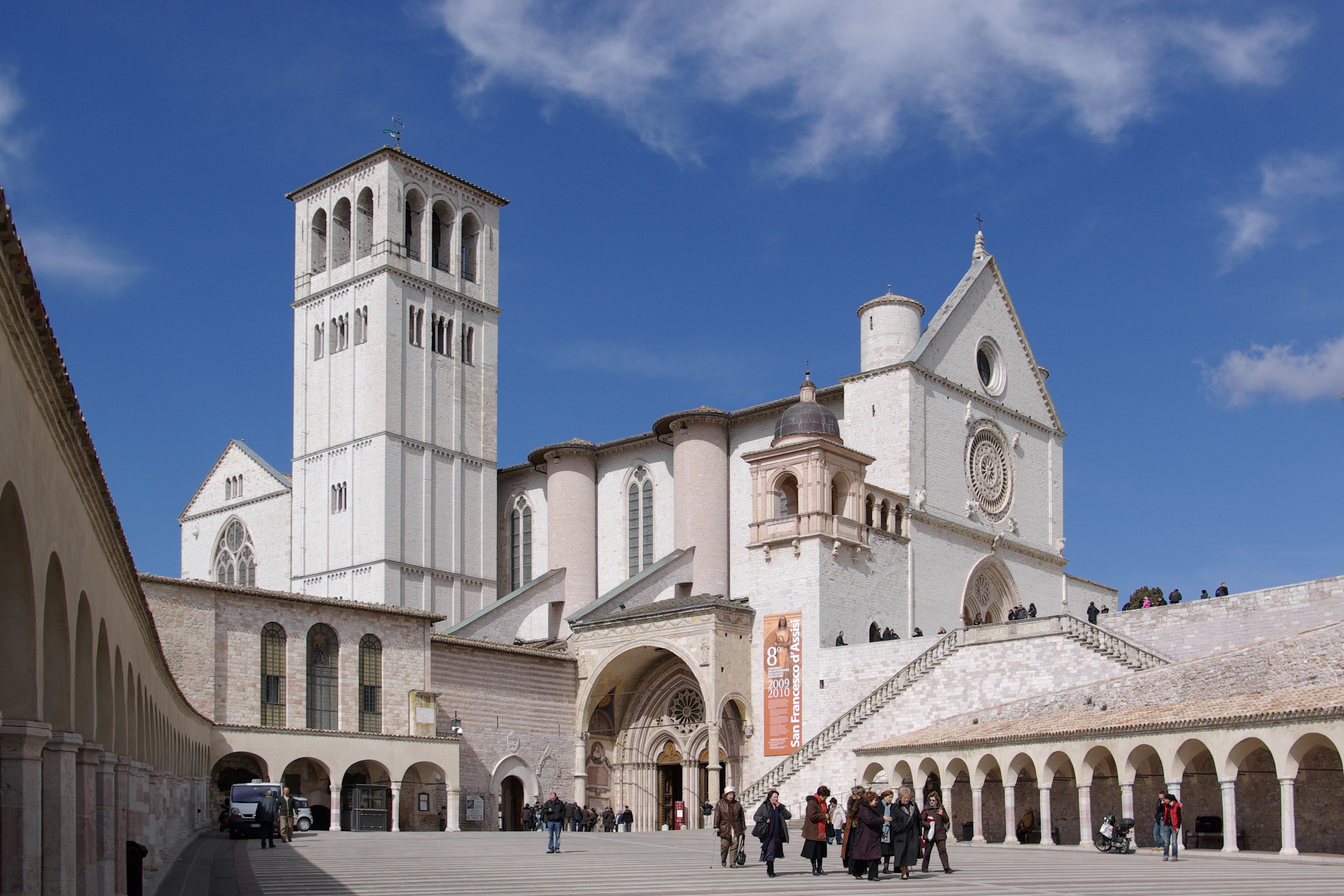
Esplanade vers l'entrée de l'église inférieure et le campanile.
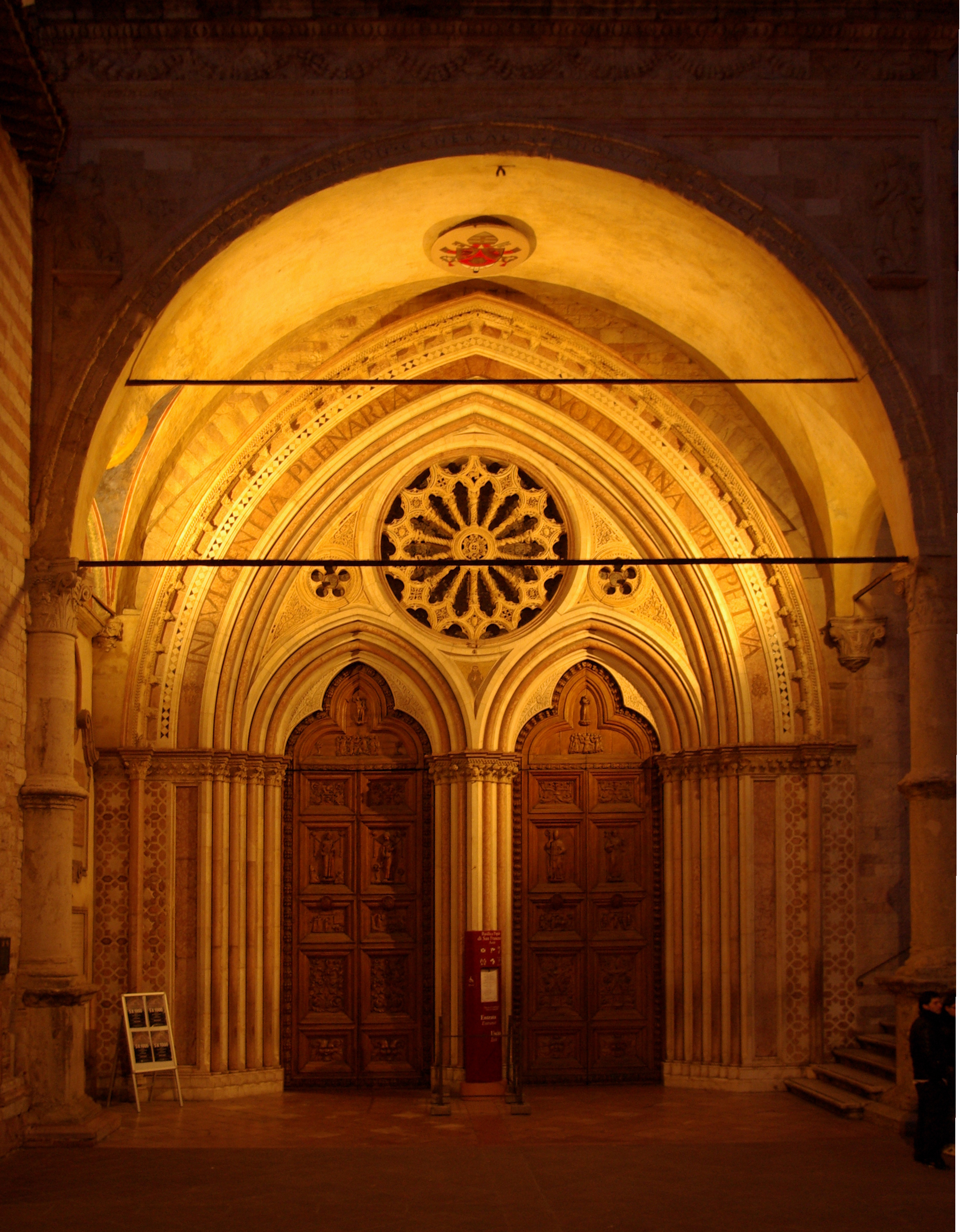
Porche renaissance (1487) et portail géminé du XIVe siècle.
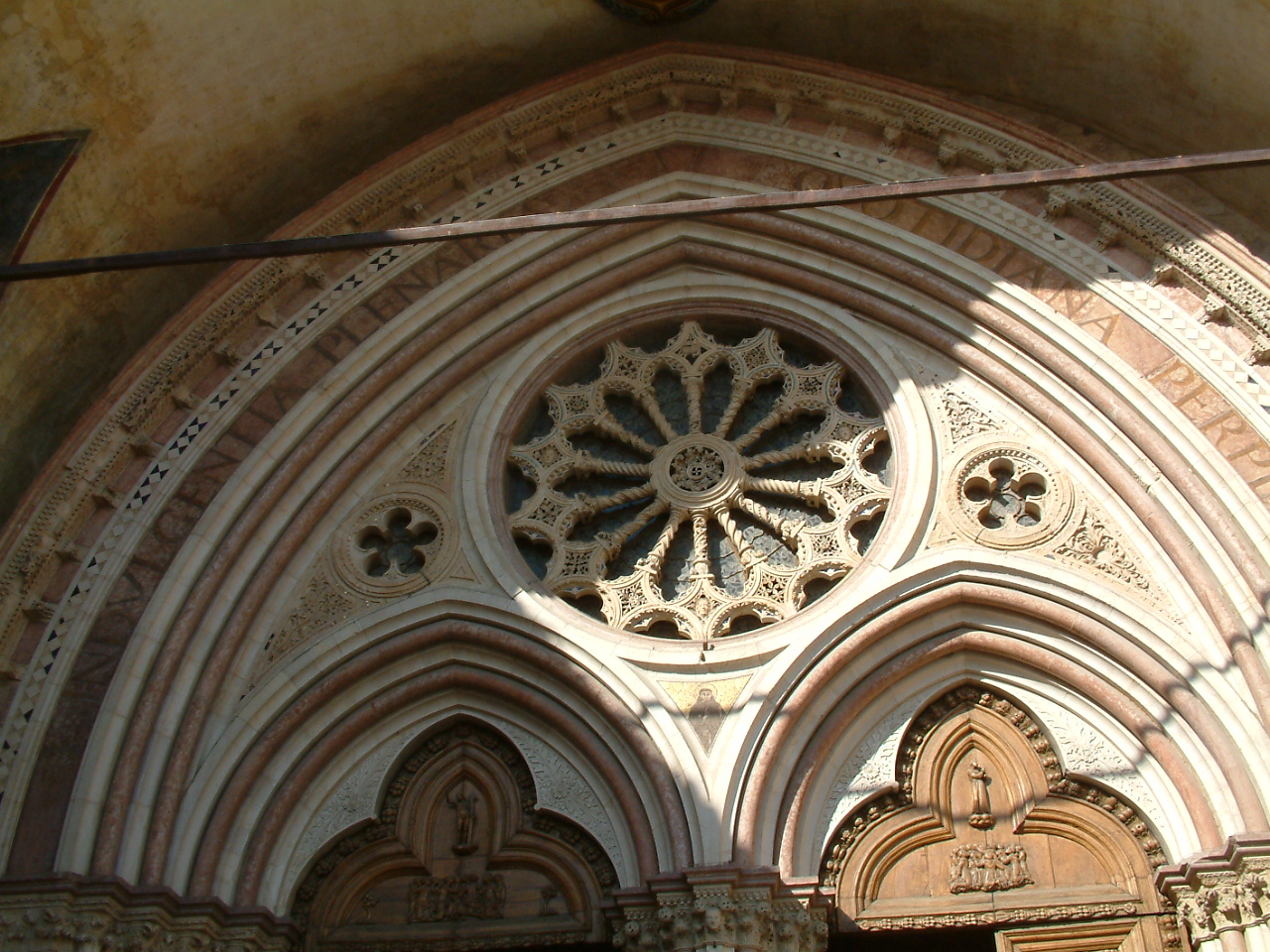
Détail de l'ogive géminée.
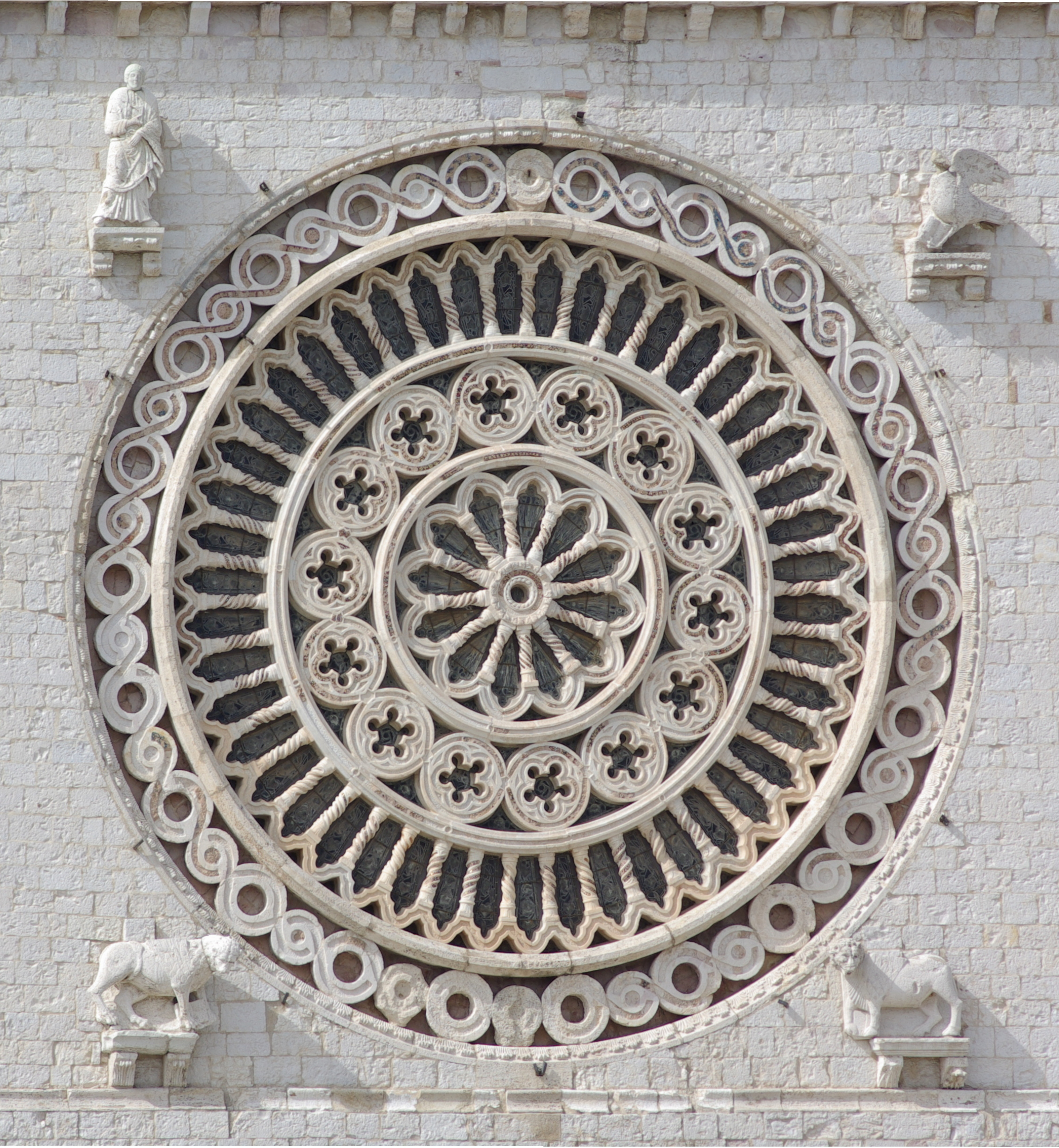
Rosace du porche.
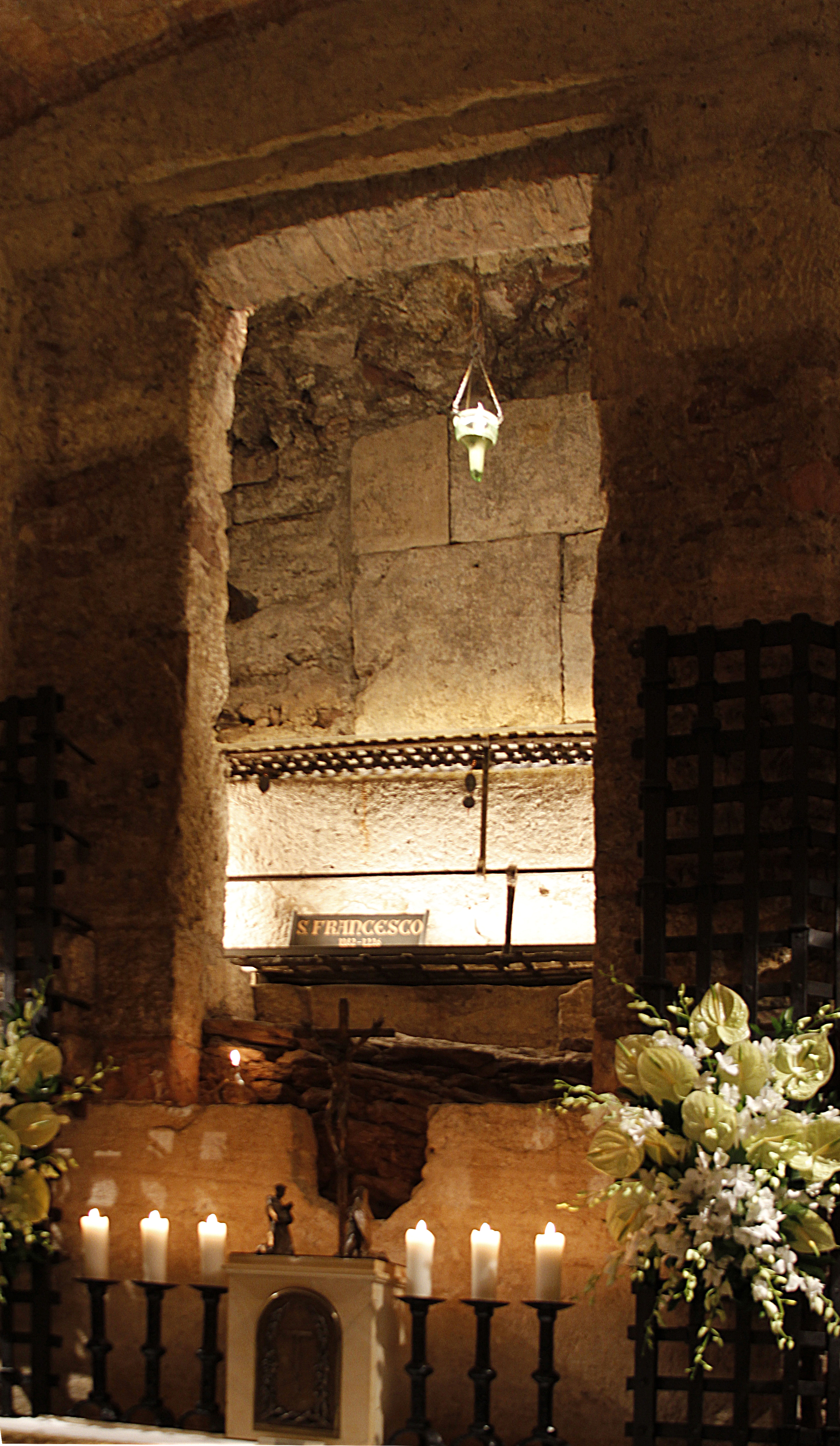
La crypte et le tombeau de saint François.
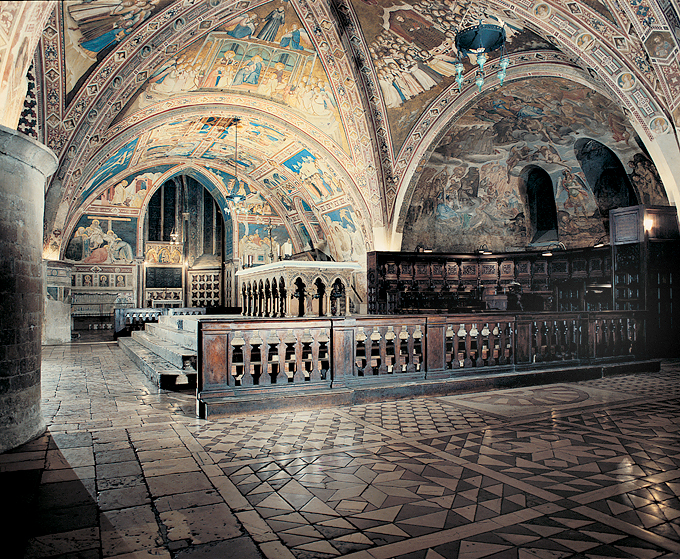
Église inférieure.
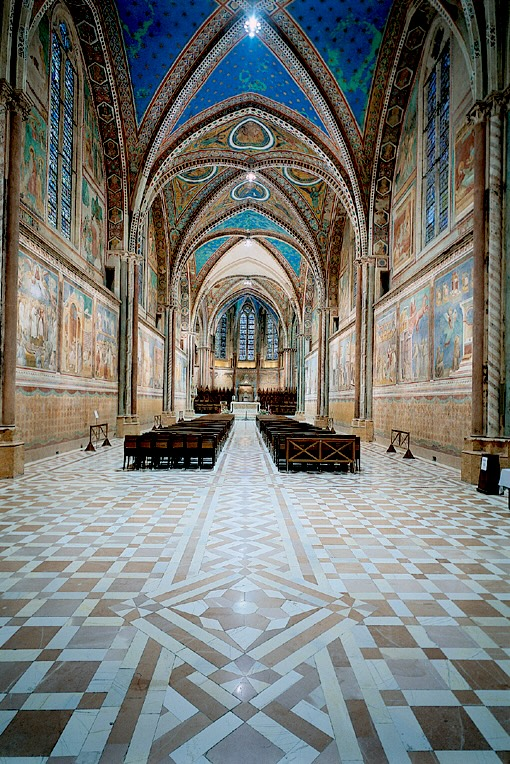
Nef de l'église supérieure.
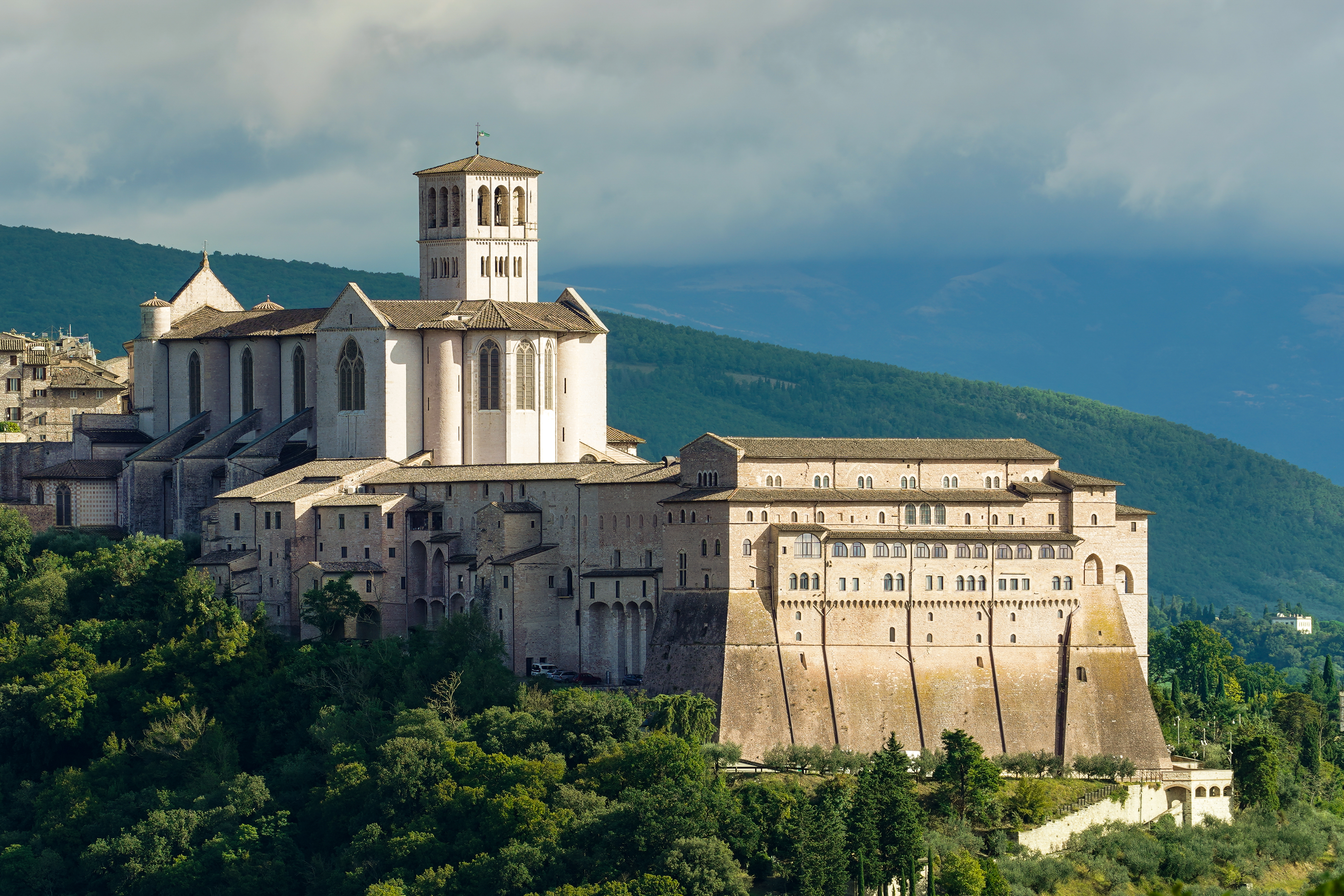
Arrière de la basilique.